# حاجز رغامي مريئي
يتكون الحاجز الرغامي المريئي أو التلال الرغامية المريئية التي تلتحم في خط الوسط. يقسّم الحاجز المريء من القصبة الهوائية. ويقسم أنبوب المعى الأمامي إلى أنبوب حنجري رغامي من الداخل والمريء من الخارج (ظهربًا).
أي خلل في تطور الحاجز يؤدي إلى حدوث ناسور رغامي مريئي.